# Societad Retorumantscha
La Societad Retorumantscha (Sociedad Retorromanche, SRR) constituye la más antigua asociación lingüística dedicada a la lengua romanche.
Fundada en 1885, tiene su sede en Coira.
Tiene a cargo la publicación del Dicziunari Rumantsch Grischun.